# Бомбито, Моиз
Моиз Бомбито Лумпунгу (фр. Moïse Bombito Lumpungu; 30 марта 2000, Монреаль, Квебек, Канада) — канадский футболист, защитник клуба «Ницца» и сборной Канады.

## Биография

### Начало карьеры
Родившийся в Монреале, Бомбито имеет конголезское происхождение. Играл в юношеской команде «Сен-Лоран» первоначально на позиции нападающего, а затем переквалифицировался в центрального защитника. Когда ему было 18 лет, он отказался от возможности присоединиться к клубу «Сент-Юбер» в полупрофессиональной Премьер-лиге Квебека, решив остаться в «Сен-Лоран» в любительской Высшей лиге Квебека.
Бомбито обучался в Колледже Аэнтсик, где играл за футбольную команду учебного заведения.
В 2020 году Бомбито начал обучаться в США, где поступил в Западный общественный колледж Айовы. Отыграл два сезона за футбольную команду колледжа «Айова Уэстерн Риверс», заняв второе место в национальном первенстве в весеннем сезоне 2021, а затем став чемпионом страны в осеннем сезоне 2021. В 2021 году попал во всеамериканскую символическую сборную Национальной спортивной ассоциации младших колледжей, был признан самым ценным игроком турнира Спортивной конференции общественных колледжей Айовы и попал в символическую сборную турнира Спортивной конференции общественных колледжей Айовы и первую символическую сборную региона Спортивной конференции общественных колледжей Айовы.
В 2022 году Бомбито перевёлся в Университет Нью-Гэмпшира, чтобы играть за футбольную команду вуза на уровне первого дивизиона NCAA. 10 сентября 2022 года дебютировал и забил свой первый гол за «Нью-Гэмпшир Уайлдкэтс» в матче против «Эф-ай-ю Пантерс», команды Флоридского международного университета. По итогам сезона 2022 был назван лучшим игроком оборонительного плана Восточной студенческой спортивной конференции и защитником года конференции Америка Ист, был включён в первую символическую сборную Восточной студенческой спортивной конференции, первую символическую сборную конференции Америка Ист, первую символическую сборную региона и вторую всеамериканскую символическую сборную, а также вошёл в число полуфинальных номинантов на «Херманн Трофи» и был назван самым ценным игроком команды. За свой единственный сезон в университете сыграл в 16 матчах, забив в них четыре гола, включая два победных.
В 2020 году Бомбито начал выступать за клуб «Сент-Юбер» в Премьер-лиге Квебека.
В 2022 году Бомбито выступал за клуб «Сикост Юнайтед Фантомс» в Лиге два ЮСЛ, помог ему выиграть чемпионат Северо-восточного дивизиона и был включён в символическую сборную Лиги два ЮСЛ.

### Клубная карьера
19 декабря 2022 года, перед Супердрафтом MLS 2023, Бомбито подписал контракт с лигой по программе Generation adidas. 21 декабря на драфте он был выбран в первом раунде под общим третьим номером клубом «Колорадо Рэпидз». Оставшись в запасе в матче стартового тура сезона, получил травму медиальной коллатеральной связки колена на тренировке 2 марта 2023 года, из-за чего пропустил следующие несколько недель. 7 мая вернулся в строй, дебютировав за «Колорадо Рэпидз 2» в матче MLS Next Pro против «Лос-Анджелес Гэлакси II». За первую команду «Колорадо Рэпидз» в MLS дебютировал 13 мая в матче против «Филадельфии Юнион», выйдя на поле на 81-й минуте. 30 марта 2024 года в матче против «Лос-Анджелеса» забил свой первый гол за «Колорадо Рэпидз». Был отобран в число участников Матча всех звёзд MLS 2024, в котором сборная звёзд MLS принимала сборную звёзд Лиги MX.
19 августа 2024 года Бомбито перешёл в клуб французской Лиги 1 «Ницца», подписав контракт до 2028 года. По сообщениям, стоимость трансфера составила $7,7 млн и может возрасти до $10,7 млн с учётом бонусов. «Колорадо» также сохраняет за собой комиссию от перепродажи. За «Ниццу» он дебютировал 25 августа в матче второго тура сезона 2024/25 против «Тулузы».

### Международная карьера
10 июня 2023 года Бомбито был вызван в сборную Канады на матчи финала четырёх Лиги наций КОНКАКАФ 2022/23 в качестве замены травмированного Дерека Корнильюса. В обоих матчах оставался незадействованным запасным. Был включён в состав сборной на Золотой кубок КОНКАКАФ 2023. 27 июня в матче первого тура группового этапа турнира против сборной Гваделупы дебютировал за сборную Канады.
Был включён в состав сборной на Кубок Америки 2024.

## Достижения
Личные
- Участник Матча всех звёзд MLS: 2024

## Статистика выступлений

### Клубная статистика
| Выступление       | Выступление      | Выступление      | Лига | Лига | Плей-офф | Плей-офф | Кубок | Кубок | Континент | Континент | Итого | Итого |
| Клуб              | Лига             | Сезон            | Игры | Голы | Игры     | Голы     | Игры  | Голы  | Игры      | Голы      | Игры  | Голы  |
| ----------------- | ---------------- | ---------------- | ---- | ---- | -------- | -------- | ----- | ----- | --------- | --------- | ----- | ----- |
| Колорадо Рэпидз   | MLS              | 2023             | 11   | 0    | —        | —        | 1     | 0     | 2         | 0         | 14    | 0     |
| Колорадо Рэпидз   | MLS              | 2024             | 18   | 2    | —        | —        | —     | —     | 2         | 0         | 20    | 2     |
| Колорадо Рэпидз   | Итого            | Итого            | 29   | 2    | —        | —        | 1     | 0     | 4         | 0         | 34    | 2     |
| Колорадо Рэпидз 2 | MLS Next Pro     | 2023             | 4    | 0    | —        | —        | —     | —     | —         | —         | 4     | 0     |
| Ницца             | Лига 1           | 2024/25          | 1    | 0    | —        | —        | —     | —     | —         | —         | 1     | 0     |
| Всего за карьеру  | Всего за карьеру | Всего за карьеру | 34   | 2    | —        | —        | 1     | 0     | 4         | 0         | 39    | 2     |

Источники: Transfermarkt, Soccerway, Football Database EU.

### Международная статистика
| Команда | Год   | Игры | Голы |
| ------- | ----- | ---- | ---- |
| Канада  |       |      |      |
| 2023    | 4     | 0    |      |
| 2024    | 8     | 0    |      |
| Всего   | Всего | 12   | 0    |

Источник: National Football Teams.